# Église Saint-Blaise de Velars-sur-Ouche
L'église Saint-Blaise de Velars-sur-Ouche est une église catholique située à Velars-sur-Ouche, dans le département français de la Côte-d'Or.

## Histoire
Elle est édifiée en 1845.

## Photos

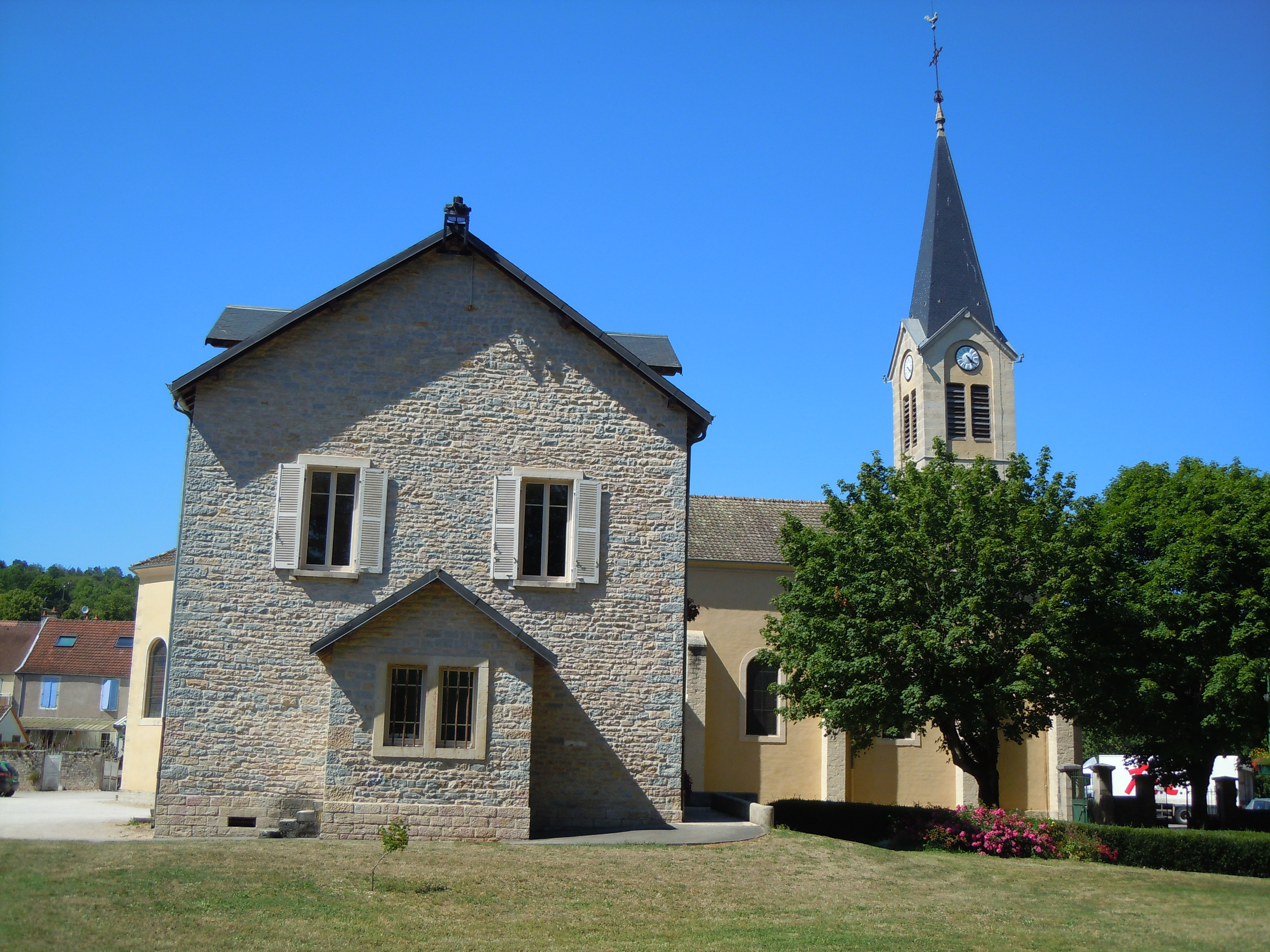
Vue de la mairie et de l'église